# Бани Валид
Бани Валид (арап. بني وليد) је град у Либији у општини Мисурата. Пре 2007. године, Бани Валид је био главни град истоимене општине. Административно је подељен на два основна народна конгреса: Дахра-Бани Валид (арап. الظهرة – بني وليد) и Зајтона-Бани Валид (арап. وليدالزيتونة – بني). Становници Бани Валида припадају Варфала племену. Бани Валид је једини град у којем живе припадници само једног племена. У граду се налази одељење Универзитета Мисурата.